# Leucania juncicola
Leucania juncicola är en fjärilsart som beskrevs av Achille Guenée 1852. Leucania juncicola ingår i släktet Leucania och familjen nattflyn. Inga underarter finns listade i Catalogue of Life.